# Sergi San Julián
Sergi San Julián es un historietista e ilustrador español, que ha trabajado también para el mercado francés.

## Biografía
Sergi San Julián creó en 1991 su serial Gorka, en el que colaborarían también otros autores. Trabajó también en "El Jueves" y en Fanhunter:Celquest revisited antes de pasar en 2004 al mercado francés con la serie Interface, escrita por Dominique Latil.
En 2008 volvió a publicar en España una historieta en un especial de Los Reyes Elfos y la novela gráfica La cuenta atrás, con guion de Carlos Portela.

## Obra
| Años      | Título                       | Guionista                         | Tipo                                     | Publicación                 |
| --------- | ---------------------------- | --------------------------------- | ---------------------------------------- | --------------------------- |
| 1992      | Gorka                        |                                   | Serie con Albert Monteys                 | Patxarán/Camaleón           |
| 1992      | El rescate de Helios         |                                   | Monografía colectiva                     | Ikusager                    |
| 1998      | Gorka                        | Fernando Iglesias, Carlos Portela | Serie                                    | Planeta-DeAgostini          |
| 1999      | Marisa, solidaria con visa   |                                   | Serie                                    | El Jueves                   |
| 2000      | Gorka apócrifo               |                                   | Monografía                               | Planeta-DeAgostini: Dédalo  |
| 2000      | Fanhunter:Celquest revisited |                                   | Monografía con Cels Piñol, Roke González | Fanhunter                   |
| 2004      | Interface                    | Dominique Latil                   | Álbumes de cómic                         | Dargaud                     |
| 2008      | Encuentros aciagos           | Víctor Santos                     | Los Reyes Elfos: Historias de Faerie II  | Dolmen                      |
| 2008      | La cuenta atrás              | Carlos Portela                    | Novela gráfica                           | Faktoría K de Libros        |
| 2013/2020 | Lunita                       | Xavier Morell                     | Serie limitada                           | Amigo Comics/Unrated Comics |